# Leglica
Leglica (s tujko ovipozitor) je votel organ nekaterih členonožcev, ki ga le-ti uporabljajo pri izleganju jajčec. Leglico žuželk sestavljajo največ trije pari preobraženih okončin na osmem členu zadka, ki tvorijo cev, povezano z jajcevodom samic. Njena vloga je prenos jajčeca do konice, priprava podlage za izleganje in ustrezna namestitev jajčeca. Leglico ima mnogo krilatih žuželk, najizvornejši tip pa najdemo pri ščetinorepkah. Ta jasno kaže sorodnost z zadkovimi okončinami prednikov žuželk.
Nekatere žuželke z njo enostavno odložijo jajčece na površino, pri drugih pa je leglica prilagojena za bolj specifične načine odlaganja. Nekatere vrste kobilic in rastlinske ose tako uporabljajo konico leglice, da zarežejo v rastlinsko tkivo, nato pa odložijo jajčeca v notranjost (največkrat lista). Zajedavski kožekrilci z leglico odlagajo jajčeca v telesa ličink drugih žuželk. V primeru da ličinke gostiteljske vrste vrtajo po lesu, imajo ti kožekrilci dolgo, ostro leglico, s katero prebodejo lubje na mestu kjer je žival zaznala pod površjem gostitelja, in izležejo jajčece vanj.
Poseben primer je preobražena leglica - želo os in čebeljih delavk, ki je povezano s strupnimi žlezami in ima obrambno vlogo.